# میهائیل الکساندروف
میهائیل الکساندروف (بلغاری: Михаил Иванов Александров؛ زادهٔ ۱۱ ژوئن ۱۹۸۹) بازیکن فوتبال اهل بلغارستان است.
از باشگاه‌هایی که در آن بازی کرده است می‌توان به باشگاه فوتبال بروسیا دورتموند ۲، باشگاه فوتبال لودوگورتس رازگراد، باشگاه فوتبال زسکا صوفیه، و لگیا ورشو اشاره کرد.
وی همچنین در تیم‌ملی فوتبال  بلغارستان بازی کرده است.